# Darren Keet
Darren Keet, né le 5 août 1989 au Cap, est un footballeur international sud-africain. Il évolue actuellement au Oud-Heverlee Louvain comme gardien de but.

## Biographie

### En club
Après avoir été formé à l'Ajax Cape Town, à l'Edgemead FC et au Bothasig AFC, il commence sa carrière en 2007 à Vasco da Gama, aujourd'hui Stellenbosch FC. Le club situé au Cap évolue alors en ABC Motsepe League (D3) qu'il remporte à l'issue de la saison.
En juillet 2008, il rejoint BidVest Wits en Premier Soccer League. Il joue son premier match le 21 décembre contre le Swallows FC (victoire 2-0). Il devient le gardien titulaire dès sa deuxième saison au club et remporte la Coupe d'Afrique du Sud.
En juin 2011, il rallie l'Europe et le KV Courtrai. Il occupe dans un premier temps le poste de doublure et joue son premier match en Coupe de Belgique le 20 septembre contre le Royal Antwerp (victoire 1-1 7-6). Sa première apparition en Division 1A survient le 26 novembre face au Beerschot AC (victoire 1-0). Il devient le numéro un dans la hiérarchie lors de sa deuxième saison.
En juillet 2016, il revient à BidVest Wits et remporte le championnat.
En juillet 2018, il retourne en Belgique du côté du Oud-Heverlee Louvain qui évolue en Division 1B.

### En sélection
En 2009, il est sélectionné avec l'équipe d'Afrique du Sud des moins de 20 ans. Il joue son premier match en amical le 5 septembre contre Allemagne -20 ans (défaite 6-1). 
Il honore sa première sélection en équipe d'Afrique du Sud le 10 septembre 2013, en amical contre le Zimbabwe (défaite 2-1). 
Il participe ensuite à la Coupe d'Afrique des nations 2015 et 2019.

## Palmarès
- Premier Soccer League
  - Champion : 2016-2017
- ABC Motsepe League (D3)
  - Champion : 2007-2008
- Coupe d'Afrique du Sud
  - Vainqueur : 2009-2010
- Coupe de Belgique
  - Finaliste : 2011-12